# Four Men and a Dog
Four Men and a Dog est un groupe irlandais de musique traditionnelle. Formé dans les années 1990 au cours du Belfast Folk Festival, le groupe est connu pour jouer de la musique traditionnelle en incluant dans leurs interprétations d'autres styles, comme le blues, rock, bluegrass, swing, salsa et même du rap.

## Histoire
L'origine du nom vient du surnom de leur ancien chanteur Mick Daly : The Black Dog. Leur premier CD Barking Mad reçoit la récompense du meilleur album de l'année du magazine Folk Roots en 1991 (une première pour un groupe de musique irlandaise). Les membres fondateurs sont Mick Daly, Gino Lupari, Donal Murphy, Brian McGrath et Cathal Hayden. Kevin Doherty remplace Mick Daly en 1993, Briand McGrath a été remplacé par Gerry O' Connor en 1993.
Poussé par un accueil aussi fort, le groupe produit son deuxième album Shifting Gravel 1993, mais celui-ci ne reçut pas les mêmes des critiques que le précédent.
En 1994, ils rencontrent les musiciens du groupe canadien The Band et enregistrent l'année suivante l'album Doctor A's Secret Remedies au studio de l'un d'eux, Levon Helm, à Woodstock. Trois des membres participent également à l'enregistrement, Rick Danko, Garth Hudson, Randy Ciarlante, Richard Bell (en). Rick Danko s'est ensuite joint à Four Men and a Dog lors de leur tournée au Royaume-Uni, au cours de laquelle ils ont interprété plusieurs chansons du groupe de rock.

## Membres

### Membres actuels
- Cathal Hayden – fiddle
- Gerry O'Connor – banjo, fiddle, mandoline (depuis 1993)
- Donal Murphy – accordéon diatonique
- Gino Lupari – bodhrán, bones, chant
- Kevin Doherty – guitare, chant (depuis 1993)

### Anciens membres
- Mick Daly
- Briand McGrath
- Conor Keane

## Discographie
- 1991 : Barking Mad
- 1993 : Shifting Gravel
- 1995 : Doctor A's Secret Remedies
- 1996 : Long Roads
- 2003 : Maybe Tonight
- 2007 : Wallop the Spot